# Johanna Sibelius
Johanna Sibelius (wł. Sybille Freybe) (ur. 10 lutego 1913 w Berlinie, zm. 8 marca 1970 w Starnbergu) – niemiecka pisarka i scenarzystka. 

## Życiorys
Była siostrą pisarki Heidi Huberta Freybe Loewengard ps. Martha Albrand (1914-1981) i aktorki Jutty Freibe (1917-1971). Mając 16 lat rozpoczęła naukę na Akademii Sztuk Pięknych, na wydziale rzeźby pod kierunkiem Otto Hitzbergera. Od 18 roku życia zaczęła pisać powieści, w 1938 napisała swój pierwszy samodzielny scenariusz, rok później była autorką scenariusza do filmu "Kongo-Express", a następnie stworzyła 43 kolejnych scenariuszy. W 1931 poślubiła szefa działu powieści wydawnictwa Ullstein, po dwóch latach para się rozstała. Drugim mężem pisarki był poślubiony w 1937 dramaturg filmowy Horst von der Hayde, z którym miała dwoje dzieci Nilsa von der Heyde (ur. 1938) i Jorga von der Heyde (ur. 1941). Ten związek również zakończył się rozwodem. 9 sierpnia 1941 poślubiła aktora i scenarzystę Eberharda Keindorffa. Scenariusz jej autorstwa był bardzo podobny do realizowanego pierwszego filmu niemieckiego "Mordercy są wśród nas" Wolfganga Staudtego. Od 1949 regularnie współpracowała z mężem, mieszkali w Berlinie, Hamburgu, Rottach-Egern i Dießen am Ammersee. Była autorką licznych romansów oraz zajmowała się adaptacje literackie.

## Powieści
- Komm wieder, Irene (1936)
- Eine Frau für Michael (1938)
- Kongo-Express (1939)
- Bastard (jako Sibylle Freybe) (1947)
- Quell des Lebens (jako Sibylle Freybe) (1947)
- Ein kleines Leben (jako Sibylle Freybe) (1947)
- Geliebte, kleine Pamela (1954)

## Scenariusze
- 1939: Kongo-Express
- 1940: Der dunkle Punkt
- 1941: Der Strom
- 1941: Nacht ohne Abschied
- 1944: Am Abend nach der Oper
- 1946: Die Mörder sind unter uns (Mordercy są wśród nas)
- 1950: Fünf unter Verdacht
- 1950: Frühlingsromanze / Sehnsucht des Herzens
- 1950: Die Tat des anderen
- 1951: Gefangene Seele
- 1952: Klettermaxe
- 1952: Bis wir uns wiederseh’n
- 1952: Der träumende Mund
- 1953: Briefträger Müller
- 1953: Musik bei Nacht
- 1953: Wenn der weiße Flieder wieder blüht
- 1954: Männer im gefährlichen Alter
- 1954: Die sieben Kleider der Katrin
- 1954: … und ewig bleibt die Liebe
- 1955: Die heilige Lüge (1955)|Die heilige Lüge
- 1955: Ein Herz bleibt allein
- 1955: Ich war ein häßliches Mädchen
- 1956: Heute heiratet mein Mann
- 1957: Vater, unser bestes Stück
- 1957: Skandal in Ischl
- 1957: Meine schöne Mama
- 1958: Helden
- 1958: Whisky, Wodka, Wienerin
- 1959: Jacqueline
- 1960: Frau Warrens Gewerbe
- 1960: Geständnis einer Sechzehnjährigen
- 1961: Zu jung für die Liebe?
- 1961: Frau Cheneys Ende
- 1961: Julia, Du bist zauberhaft
- 1962: Ich bin auch nur eine Frau
- 1963: Meine Tochter und ich
- 1964: Wartezimmer zum Jenseits
- 1964: Verdammt zur Sünde
- 1964: Unter Geiern (Winnetou w Dolinie Sępów)
- 1965: Old Surehand 1. Teil (Winnetou i Old Surehand)
- 1965: Hokuspokus oder: Wie lasse ich meinen Mann verschwinden…?
- 1966: Lange Beine – lange Finger
- 1966: Liselotte von der Pfalz
- 1967: Die Heiden von Kummerow und ihre lustigen Streiche
- 1968: 24 Stunden aus dem Leben einer Frau (Vingt-quatre heures de la vie d’une femme)
- 1968: Morgens um sieben ist die Welt noch in Ordnung
- 1969: Heintje – Ein Herz geht auf Reisen
- 1969: Wenn süß das Mondlicht auf den Hügeln schläft

## Literatur
- Kay Weniger Das große Personenlexikon des Films, Band 7, Berlin (2001) ISBN 3-89602-340-3